# Gironcourt-sur-Vraine
Gironcourt-sur-Vraine és un municipi francès, situat al departament dels Vosges i a la regió del Gran Est. L'any 2007 tenia 972 habitants.

## Demografia

### Població
El 2007 la població de fet de Gironcourt-sur-Vraine era de 972 persones. Hi havia 386 famílies, de les quals 84 eren unipersonals (32 homes vivint sols i 52 dones vivint soles), 147 parelles sense fills, 135 parelles amb fills i 20 famílies monoparentals amb fills.
La població ha evolucionat segons el següent gràfic:
Habitants censats

### Habitatges
El 2007 hi havia 426 habitatges, 398 eren l'habitatge principal de la família, 10 eren segones residències i 19 estaven desocupats. 358 eren cases i 68 eren apartaments. Dels 398 habitatges principals, 305 estaven ocupats pels seus propietaris, 87 estaven llogats i ocupats pels llogaters i 6 estaven cedits a títol gratuït; 2 tenien una cambra, 8 en tenien dues, 41 en tenien tres, 118 en tenien quatre i 229 en tenien cinc o més. 318 habitatges disposaven pel capbaix d'una plaça de pàrquing. A 201 habitatges hi havia un automòbil i a 155 n'hi havia dos o més.

### Piràmide de població
La piràmide de població per edats i sexe el 2009 era:
| Homes | Edats   | Dones |
| ----- | ------- | ----- |
| 0     | 95 o +  | 0     |
| 0     | 90 a 94 | 0     |
| 8     | 85 a 89 | 12    |
| 0     | 80 a 84 | 8     |
| 12    | 75 a 79 | 20    |
| 24    | 70 a 74 | 20    |
| 20    | 65 a 69 | 36    |
| 32    | 60 a 64 | 28    |
| 20    | 55 a 59 | 24    |
| 36    | 50 a 54 | 28    |
| 24    | 45 a 49 | 36    |
| 36    | 40 a 44 | 28    |
| 36    | 35 a 39 | 36    |
| 32    | 30 a 34 | 28    |
| 36    | 25 a 29 | 40    |
| 24    | 20 a 24 | 32    |
| 8     | 15 a 19 | 28    |
| 24    | 10 a 14 | 4     |
| 48    | 5 a 9   | 36    |
| 24    | 0 a 4   | 32    |

## Economia
El 2007 la població en edat de treballar era de 576 persones, 393 eren actives i 183 eren inactives. De les 393 persones actives 342 estaven ocupades (196 homes i 146 dones) i 51 estaven aturades (18 homes i 33 dones). De les 183 persones inactives 62 estaven jubilades, 36 estaven estudiant i 85 estaven classificades com a «altres inactius».

### Ingressos
El 2009 a Gironcourt-sur-Vraine hi havia 397 unitats fiscals que integraven 972,5 persones, la mediana anual d'ingressos fiscals per persona era de 15.784 €.

### Activitats econòmiques
Dels 35 establiments que hi havia el 2007, 1 era d'una empresa extractiva, 1 d'una empresa alimentària, 2 d'empreses de fabricació d'altres productes industrials, 3 d'empreses de construcció, 10 d'empreses de comerç i reparació d'automòbils, 2 d'empreses de transport, 2 d'empreses d'hostatgeria i restauració, 2 d'empreses immobiliàries, 3 d'empreses de serveis, 7 d'entitats de l'administració pública i 2 d'empreses classificades com a «altres activitats de serveis».
Dels 10 establiments de servei als particulars que hi havia el 2009, 1 era una oficina de correu, 3 tallers de reparació d'automòbils i de material agrícola, 1 autoescola, 1 guixaire pintor, 1 lampisteria, 1 electricista, 1 perruqueria i 1 restaurant.
Dels 5 establiments comercials que hi havia el 2009, 1 era una botiga de menys de 120 m², 2 carnisseries, 1 una peixateria i 1 una sabateria.
L'any 2000 a Gironcourt-sur-Vraine hi havia 8 explotacions agrícoles que ocupaven un total de 516 hectàrees.

## Equipaments sanitaris i escolars
L'únic equipament sanitari que hi havia el 2009 era una farmàcia.
El 2009 hi havia una escola elemental.

## Poblacions més properes
El següent diagrama mostra les poblacions més properes.